# Удриче-Конець
Удричі-Кінець (пол. Udrycze-Koniec) — село в Польщі, у гміні Старе Замостя Замойського повіту Люблінського воєводства.
Населення — 389 осіб (2011).
У 1975-1998 роках село належало до Замойського воєводства.

## Демографія
Демографічна структура станом на 31 березня 2011 року:
|          | Загалом | Допрацездатний вік | Працездатний вік | Постпрацездатний вік |
| -------- | ------- | ------------------ | ---------------- | -------------------- |
| Чоловіки | 202     | 34                 | 141              | 27                   |
| Жінки    | 187     | 26                 | 104              | 57                   |
| Разом    | 389     | 60                 | 245              | 84                   |